# 臺竹尼盾介殼蟲
臺竹尼盾介殼蟲（学名：Nikkoaspis formosana）为盾介殼蟲科竹尼盾介殼蟲屬下的一个种。